# 昂斯洛县 (北卡罗来纳州)
昂斯洛县（英語：Onslow County）是美國北卡羅萊納州東南部的一個縣，東臨大西洋邊緣的昂斯洛灣。面積2,353平方公里。根据美國2000年人口普查，共有人口150,355人。縣治傑克遜維爾（Jacksonville）。
成立於1734年。縣名紀念英國下議院議長、海軍財政大臣阿瑟·昂斯洛（Arthur Onslow）。